# إد وير
إد وير (بالإنجليزية: Ed Weir) هو مدرب رياضي أمريكي، ولد في 14 مارس 1903 في سوبيريور في الولايات المتحدة، وتوفي في 15 مايو 1991.

## وصلات خارجية
- إد وير على موقع مرجع كرة القدم المحترفة.كوم (الإنجليزية)